# Ісландія на зимових Паралімпійських іграх 2018
Ісландія на XII зимових Паралімпійських іграх, які проходили у 2018 році у південнокорейському Пхьончхані, брала участь вчетверте за свою історію та була представлена лише одним спортсменом — гірськолижником Гілмаром Снером Ерварссоном. Ісландський атлет не завоював жодної медалі.

## Гірськолижний спорт
Чоловіки
| Спортсмен             | Дисципліна                 | Спуск 1 | Спуск 1 | Спуск 2 | Спуск 2 | Разом   | Разом |
| Спортсмен             | Дисципліна                 | Час     | Місце   | Час     | Місце   | Час     | Місце |
| --------------------- | -------------------------- | ------- | ------- | ------- | ------- | ------- | ----- |
| Гілмар Снер Ерварссон | слалом, сидячи             | 58.32   | 17      | 52.27   | 7       | 1:50.59 | 13    |
| Гілмар Снер Ерварссон | гігантський слалом, сидячи | 1:15.03 | 26      | 1:14.79 | 20      | 2:29.82 | 20    |